# 紀元前640年
紀元前640年（きげんぜん640ねん）は、西暦（ローマ暦）による年。紀元前1世紀の共和政ローマ末期以降の古代ローマにおいては、ローマ建国紀元114年として知られていた。紀年法として西暦（キリスト紀元）がヨーロッパで広く普及した中世時代初期以降、この年は紀元前640年と表記されるのが一般的となった。

## 他の紀年法
- 干支 : 辛巳
- 日本
  - 皇紀21年
  - 神武天皇21年
- 中国
  - 周 - 襄王12年
  - 魯 - 僖公20年
  - 斉 - 孝公3年
  - 晋 - 恵公11年
  - 秦 - 穆公20年
  - 楚 - 成王32年
  - 宋 - 襄公11年
  - 衛 - 文公20年
  - 陳 - 穆公8年
  - 蔡 - 荘侯6年
  - 曹 - 共公13年
  - 鄭 - 文公33年
  - 燕 - 襄公18年
- 朝鮮
  - 檀紀1694年
- ユダヤ暦 : 3121年 - 3122年

## できごと

### 中国
- 滑が鄭から離反して衛に服属したため、鄭の公子士と洩堵寇が軍を率いて滑に攻め入った。
- 斉と狄が邢で盟を交わした。
- 随が漢水以東の諸侯とともに楚から離反した。楚の鬬㝅於菟が軍を率いて随を攻撃した。

### ユダ
- この頃、ユダ王国でヨシヤが8歳で即位（ - 紀元前609年）。彼は後に宗教改革を推進しヤハウェ信仰を純化するとともに、アッシリアの衰退を利用しユダ王国の独立を強化した。